# Mistinguett détective
Pour plus de détails, voir Fiche technique et Distribution.
Mistinguett détective est un moyen métrage français d’André Hugon et Louis Paglieri, sorti en 1917.

## Fiche technique
- Titre : Mistinguett détective
- Réalisation : André Hugon et Louis Paglieri
- Société de production : Les Films Succes
- Format : Noir et blanc - Muet - 1,33:1 - 35 mm
- Genre : Espionnage
- Durée : 45 minutes
- Date de sortie : 
  - France : 6 février 1917

Source : IMDb et Bifi

## Distribution
- Mistinguett
- Louis Paglieri
- André Hugon
- Adrienne Duriez
- Guita Dauzon
- Jean Magnard

## Commentaire
« Des quatre films qu'elle [Mistinguett] tourne pour lui [André Hugon], le meilleur est sans doute Mistinguett détective (1917). La Miss s'y exhibe travestie en agent secret, casquette en visière et tailleur blanc, affrontée à un réseau d'espions. Pimentant une intrigue plutôt banale, de jolis plans d'extérieurs niçois attirent l'œil ».